# Bagnatica
Bagnatica [baˈɲaːtika] ist eine italienische Gemeinde (comune) mit 4489 Einwohnern (Stand 31. Dezember 2023) in der Provinz Bergamo, Region Lombardei.

## Geographie
Bagnatica liegt etwa 10 km südöstlich der Provinzhauptstadt Bergamo und 50 km nordöstlich der Millionen-Metropole Mailand.
Die Nachbargemeinden sind Albano Sant’Alessandro, Bolgare, Brusaporto, Calcinate, Costa di Mezzate, Montello und Seriate.